# Teixidor de Speke
El teixidor de Speke (Ploceus spekei) és un ocell de la família dels ploceids (Ploceidae).

## Hàbitat i distribució
Habita sabanes àrides de les terres altes al nord de Somàlia i centre i sud d'Etiòpia, cap al sud, a través del centre i sud de Kenya fins en nord de Tanzània.